# Mariano Fernández Maldonado
Mariano Fernández Maldonado (* 22. Dezember 1933 in Puebla, Puebla) ist ein ehemaliger mexikanischer Fußballspieler auf der Position eines Stürmers.
Fernández Maldonado stand von 1951 bis mindestens 1956 beim Puebla FC unter Vertrag. In der Saison 1952/53 gewann er mit den Camoteros den mexikanischen Pokalwettbewerb.

## Erfolge
- Mexikanischer Pokalsieger: 1953